# Опарић
Опарић је насеље у Србији у општини Рековац у Поморавском округу. Према попису из 2022. било је 636 становника.

## Историја
До Другог српског устанка Опарић се налазио у саставу Османског царства. Након Другог српског устанка Опарић улази у састав Кнежевине Србије и административно је припадао Јагодинској нахији и Левачкој кнежини све до 1834. године када је Србија подељена на сердарства.
Овде се налазе Манастир Прерадовац, Црква Светог цара Константина и царице Јелене и Црква Мастирина.
Овде се налазе Запис крушка код цркве, Запис орах код трафоа, Запис Вукићевића храст и Запис Томина крушка.

## Демографија
У насељу Опарић живи 804 пунолетна становника, а просечна старост становништва износи 46,4 година (44,3 код мушкараца и 48,4 код жена). У насељу има 285 домаћинстава, а просечан број чланова по домаћинству је 3,38.
Ово насеље је највећим делом насељено Србима (према попису из 2002. године).
|  |

| Демографија | Демографија | Демографија |
| Година      | Становника  | Становника  |
| ----------- | ----------- | ----------- |
| 1948.       | 1.760       |             |
| 1953.       | 1.797       |             |
| 1961.       | 1.646       |             |
| 1971.       | 1.486       |             |
| 1981.       | 1.442       |             |
| 1991.       | 1.264       | 1.123       |
| 2002.       | 963         | 1.097       |

| Етнички састав према попису из 2002.‍ | Етнички састав према попису из 2002.‍ | Етнички састав према попису из 2002.‍ | Етнички састав према попису из 2002.‍ | Етнички састав према попису из 2002.‍ |
| ------------------------------------ | ------------------------------------ | ------------------------------------ | ------------------------------------ | ------------------------------------ |
|                                      |                                      |                                      |                                      |                                      |
| Срби                                 | Срби                                 |                                      | 953                                  | 98,96%                               |
| Црногорци                            | Црногорци                            |                                      | 2                                    | 0,20%                                |
| Роми                                 | Роми                                 |                                      | 1                                    | 0,10%                                |
| Југословени                          | Југословени                          |                                      | 1                                    | 0,10%                                |
| непознато                            | непознато                            |                                      | 6                                    | 0,62%                                |

| Опарић у пописима Јагодинске нахије — од 1818. до 1829.                           |       |       |       |       |       |       |          |       |       |       |       |       |
| Година пописа                                                                     | 1818. | 1819. | 1820. | 1821. | 1822. | 1823. | 1824/25. | 1825. | 1826. | 1827. | 1828. | 1829. |
| Куће                                                                              | 60    | 62    | 64    | 65    | 66    | 65    | 66       | 67    | 69    | 71    | 72    | 70    |
| Пореске главе*                                                                    | -     | 84    | 76    | 79    | 79    | 82    | 87       | 86    | 79    | 80    | 86    | 84    |
| Арачке главе**                                                                    | 176   | 193   | 195   | 193   | 192   | 192   | 207      | 220   | 218   | 230   | 232   | 240   |
| *Пореске главе = Ожењени мушкарци \| ** Арачке главе = Мушкарци од 7 до 70 година |       |       |       |       |       |       |          |       |       |       |       |       |

| Година пописа     | 1948. | 1953. | 1961. | 1971. | 1981. | 1991. | 2002. |
| ----------------- | ----- | ----- | ----- | ----- | ----- | ----- | ----- |
| Број домаћинстава | 341   | 349   | 362   | 379   | 355   | 329   | 285   |

| Број чланова      | 1  | 2  | 3  | 4  | 5  | 6  | 7  | 8 | 9 | 10 и више | Просек |
| ----------------- | -- | -- | -- | -- | -- | -- | -- | - | - | --------- | ------ |
| Број домаћинстава | 65 | 68 | 34 | 30 | 30 | 24 | 26 | 8 | 0 | 0         | 3,38   |

| Пол    | Укупно | Неожењен/Неудата | Ожењен/Удата | Удовац/Удовица | Разведен/Разведена | Непознато |
| ------ | ------ | ---------------- | ------------ | -------------- | ------------------ | --------- |
| Мушки  | 395    | 86               | 263          | 37             | 7                  | 2         |
| Женски | 433    | 47               | 266          | 109            | 9                  | 2         |
| УКУПНО | 828    | 133              | 529          | 146            | 16                 | 4         |

| Пол    | Укупно                    | Пољопривреда, лов и шумарство | Рибарство                            | Вађење руде и камена | Прерађивачка индустрија       |
| ------ | ------------------------- | ----------------------------- | ------------------------------------ | -------------------- | ----------------------------- |
| Мушки  | 327                       | 286                           | 0                                    | 0                    | 20                            |
| Женски | 316                       | 295                           | 0                                    | 0                    | 8                             |
| УКУПНО | 643                       | 581                           | 0                                    | 0                    | 28                            |
| Пол    | Производња и снабдевање   | Грађевинарство                | Трговина                             | Хотели и ресторани   | Саобраћај, складиштење и везе |
| Мушки  | 0                         | 2                             | 7                                    | 1                    | 1                             |
| Женски | 0                         | 0                             | 3                                    | 0                    | 1                             |
| УКУПНО | 0                         | 2                             | 10                                   | 1                    | 2                             |
| Пол    | Финансијско посредовање   | Некретнине                    | Државна управа и одбрана             | Образовање           | Здравствени и социјални рад   |
| Мушки  | 0                         | 4                             | 2                                    | 1                    | 0                             |
| Женски | 0                         | 1                             | 1                                    | 4                    | 3                             |
| УКУПНО | 0                         | 5                             | 3                                    | 5                    | 3                             |
| Пол    | Остале услужне активности | Приватна домаћинства          | Екстериторијалне организације и тела | Непознато            | Непознато                     |
| Мушки  | 2                         | 0                             | 0                                    | 1                    | 1                             |
| Женски | 0                         | 0                             | 0                                    | 0                    | 0                             |
| УКУПНО | 2                         | 0                             | 0                                    | 1                    | 1                             |

## Познате Личности
- Никола Новаковић, убица Вожда Карађорђа Петровићa
- Чедомир Поповић, учесник Мајског преврата, један од оснивача организације Уједињење или смрт
- Велимир Вукићевић, председник владе Краљевине СХС
- Илија Брашић, армијски генерал, командант Армије нишке области
- Славица Јеремић, рукометашица, наступала је за репрезентацију Југославије на Олимпијским играма 1980
- Милосав Јовановић, сликар
- Милош Лазић, сликар
- Јанко Брашић, сликар наивац
- Десимир Јевтић, политичар и председник Извршног већа Србије
- Живадин Јовановић, министар иностраних послова СРЈ